# Франсуа Зауї
Франсуа́ Зауї́ (фр. François Zahoui; нар. 21 серпня 1962 року, Трейшвіль, Кот-д'Івуар) — колишній івуарійський футболіст. Перший африканський легіонер у чемпіонаті Італії — грав за «Асколі» в 1981—1983 роках. Протягом 2010-2012 років — футбольний тренер збірної Кот-д'Івуару.

## Титули і досягнення
Гравець
- Бронзовий призер Кубка африканських націй: 1986

Тренер
- Срібний призер Кубка африканських націй: 2012